# Terina reliqua
Terina reliqua is een vlinder uit de familie spanners (Geometridae). De wetenschappelijke naam van deze soort is voor het eerst geldig gepubliceerd in 1925 door Louis Beethoven Prout.
De soort komt voor in tropisch Afrika.